# GFA Basic
GFA Basic – strukturalny język programowania stworzony przez Franka Ostrowskiego dla Atari ST wzwyż. Oferowany niegdyś przez firmę GFA Systemtechnik GmbH, obecnie ma status freeware i jest rozwijany przez entuzjastów, nie tylko na platformy oparte na Atari.